# 洋埠镇
洋埠镇，中国浙江省金华市婺城区下辖的一个镇。

## 辖区
该镇辖有：	洋埠村、西十村、下潘村、下萧村、章家村、邵家村、戴家村、五都钱一村、五都钱二村、五都钱三村、五都钱四村、大坟头村、洪堪头村、湖前村、一乐堂村、东田村、三益里村、西上陈村、让宅村、坝头村、东十村、后彰陈村、寺前杨村、青阳洪村、